# Stavhopp för herrar i friidrott vid olympiska sommarspelen 1996
Stavhopp för herrar vid olympiska sommarspelen 1996 i Atlanta avgjordes den 2 augusti.

## Medaljörer
| Gren     | Guld                      | Guld   | Silver                     | Silver | Brons                        | Brons  |
| Stavhopp | Jean Galfione · Frankrike | 5,92 m | Igor Trandenkov · Ryssland | 5,92 m | Andrej Tivonttjik · Tyskland | 5,92 m |

## Resultat

### Final

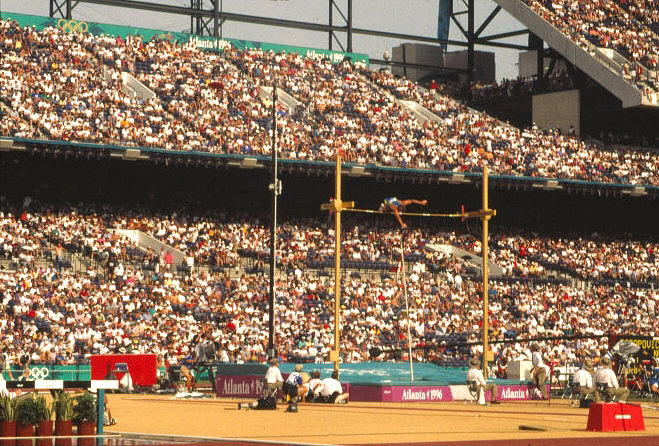
Igor Potapovitj i Atlanta

| Placering | Final                   | Höjd       |
| --------- | ----------------------- | ---------- |
|           | Jean Galfione (FRA)     | 5.92 m =OR |
|           | Igor Trandenkov (RUS)   | 5.92 m OR  |
|           | Andrei Tivontchik (GER) | 5.92 m =OR |
| 4.        | Igor Potapovitj (KAZ)   | 5.86 m     |
| 5.        | Pjotr Botjkarjov (RUS)  | 5.86 m     |
| 6.        | Dmitrij Markov (BLR)    | 5.86 m     |
| 7.        | Tim Lobinger (GER)      | 5.80 m     |
| 8.        | Lawrence Johnson (USA)  | 5.70 m     |
| 9.        | Alain Andji (FRA)       | 5.70 m     |
| 9.        | Michael Stolle (GER)    | 5.70 m     |
| 11.       | Jeff Hartwig (USA)      | 5.60 m     |
| 11.       | Danny Krasnov (ISR)     | 5.60 m     |
| 13.       | Scott Huffman (USA)     | 5.60 m     |
| 14.       | Riaan Botha (RSA)       | 5.60 m     |

### Icke-kvalificerade
| Placering | Icke-kvalificerade            | Höjd   |
| --------- | ----------------------------- | ------ |
| —         | José Manuel Arcos (ESP)       | 5.60 m |
| —         | Heikki Vaaraniemi (FIN)       | 5.60 m |
| —         | Jim Miller (AUS)              | 5.60 m |
| —         | Viktor Tjistjakov (RUS)       | 5.60 m |
| —         | Nuno Fernandes (POR)          | 5.60 m |
| —         | Konstantin Semyonov (ISR)     | 5.40 m |
| —         | Laurens Looije (NED)          | 5.40 m |
| —         | Neil Winter (GBR)             | 5.40 m |
| —         | Edgar Díaz (PUR)              | 5.40 m |
| —         | Nick Buckfield (GBR)          | 5.40 m |
| —         | Javier García Chico (ESP)     | 5.40 m |
| —         | Kim Chul-Kyun (KOR)           | 5.40 m |
| —         | Martin Voss (DEN)             | 5.40 m |
| —         | Aleksandrs Obižajevs (LAT)    | 5.40 m |
| —         | Alexandru Jucov (MDA)         | 5.20 m |
| —         | Teruyasu Yonekura (JPN)       | 5.20 m |
| —         | Simon Arkell (AUS)            | NM     |
| —         | Valeri Bukrejev (EST)         | NM     |
| —         | Dominic Johnson (LCA)         | NM     |
| —         | Okkert Brits (RSA)            | NM     |
| —         | Vasilij Bubka (UKR)           | NM     |
| —         | Juan Gabriel Concepción (ESP) | NM     |
| —         | Kersley Gardenne (MRI)        | NM     |
| —         | Sergej Bubka (UKR)            | DNS    |